# ATA-Kapitel
ATA-Kapitel (englisch ATA Chapter) sind eine Systematik für die einzelnen Systeme eines Flugzeuges. Dabei werden alle technischen Einrichtungen des Flugzeugs in entsprechende Gruppen und Untergruppen eingeteilt, z. B. gehören die Tanks zum Kapitel 28-10: Gruppe 28 Treibstoff-Systeme, Untergruppe 10 Lagerung.
Diese Systematik findet man an jedem Flugzeug, welches nach der FAR 25 und EASA CS-25 zertifiziert ist. Dies bedeutet, jedes zivile Flugzeug, das für den Personentransport und/oder Frachttransport und über 5,6 t max. Abflugmasse besitzt, wird nach diesen Regularien zertifiziert.
Das ATA-Kapitel ist oftmals Bestandteil der Teilenummern. Dies ermöglicht dem Wartungspersonal, Logistikpersonal oder auch den Konstrukteuren ein einheitliches Arbeiten und einfache Identifizierung der Flugzeugsysteme und -teile.
Die Abkürzung ATA steht für Air Transport Association.

## ATA-Kapitel
Die ATA-Kapitel sind mittlerweile Teil der S1000D und dort in zwei Hauptgruppen unterteilt:
- Generisch (Generic SNS)
- Luftfahrzeug, Antrieb und Ausrüstung (Air vehicle, engines and equipment SNS)

| ATA- Chap- ter | Definition                                                    |
| ATA- Chap- ter | Group: Aircraft General                                       |
| -------------- | ------------------------------------------------------------- |
| 000            | Product, General                                              |
| 001            | not available for projects                                    |
| 002            | available for projects                                        |
| 003            | available for projects                                        |
| 004            | Worthiness (fit for purpose) limitations                      |
| 005            | Scheduled/unscheduled maintenance                             |
| 006            | Dimensions and areas                                          |
| 007            | Lifting, shoring, recovering and transporting                 |
| 008            | Leveling and weighing                                         |
| 009            | Handling and maneuvering                                      |
| 010            | Parking, mooring, storing and return to service               |
| 011            | Placards and markings                                         |
| 012            | Servicing                                                     |
| 013            | available for projects                                        |
| 014            | Product loading and offloading                                |
| 015            | Crew information                                              |
| 016            | Change of role                                                |
| 017            | available for projects                                        |
| 018            | Vibration and noise analysis, and attenuation                 |
| 019            | available for projects                                        |
|                | Group: Aircraft systems                                       |
| 020            | Standard practices, Airframe systems                          |
| 021            | Environmental control                                         |
| 022            | Auto flight                                                   |
| 023            | Communications                                                |
| 024            | Electrical power                                              |
| 025            | Equipment/furnishings                                         |
| 026            | Fire protection                                               |
| 027            | Flight controls                                               |
| 028            | Fuel                                                          |
| 029            | Hydraulic power                                               |
| 030            | Ice and rain protection                                       |
| 031            | Indicating/recording systems                                  |
| 032            | Landing gear                                                  |
| 033            | Lights                                                        |
| 034            | Navigation                                                    |
| 035            | Oxygen                                                        |
| 036            | Pneumatic                                                     |
| 037            | Vacuum                                                        |
| 038            | Water/waste                                                   |
| 039            | Attack system management                                      |
| 040            | Operational attack functions                                  |
| 041            | Water ballast                                                 |
| 042            | Cross-technical attack functions, Integrated Modular Avionics |
| 043            | Tactical communications                                       |
| 044            | Cabin System                                                  |
| 045            | Central maintenance system (CMS)                              |
| 046            | Systems integration and display, Information system           |
| 047            | Inert Gas System                                              |
| 048            | In-flight refueling tanker                                    |
| 049            | Airborne auxiliary power                                      |
| 050            | Cargo and accessory compartment                               |
|                | Group: Structure                                              |
| 051            | Standard practices, Structures                                |
| 052            | Doors                                                         |
| 053            | Fuselage                                                      |
| 054            | Nacelles/pylons                                               |
| 055            | Stabilizers                                                   |
| 056            | Windows and canopies                                          |
| 057            | Wings                                                         |
| 058            | not available for projects                                    |
| 059            | not available for projects                                    |
|                | Group: Propeller/Rotor                                        |
| 060            | Standard practices, Propeller/rotor                           |
| 061            | Propellers/propulsors                                         |
| 062            | Main rotors                                                   |
| 063            | Main rotor drives                                             |
| 064            | Tail rotor                                                    |
| 065            | Tail rotor drive                                              |
| 066            | Folding blades/pylon                                          |
| 067            | Rotors flight control                                         |
| 068            | not available for projects                                    |
| 069            | not available for projects                                    |
|                | Group: Power Plant                                            |
| 070            | Standard practices, Engine                                    |
| 071            | Power plant                                                   |
| 072            | Engine                                                        |
| 072            | Engine turbine/turboprop Ducted fan/unducted fan              |
| 072            | Engine reciprocating                                          |
| 073            | Engine fuel and control                                       |
| 074            | Ignition                                                      |
| 075            | Air                                                           |
| 076            | Engine controls                                               |
| 077            | Engine indicating                                             |
| 078            | Exhaust                                                       |
| 079            | Oil                                                           |
| 080            | Starting                                                      |
| 081            | Turbines                                                      |
| 082            | Water injection                                               |
| 083            | Accessory gearboxes                                           |
| 084            | Propulsion augmentation                                       |
| 085            | Fuel cell systems                                             |
| 086            | Lift system                                                   |
| 087            | not available for projects                                    |
| 088            | not available for projects                                    |
| 089            | not available for projects                                    |
| 090            | Recovery                                                      |
| 091            | Air vehicle wiring                                            |
|                | Group: Peculiar Military Chapters                             |
| 092            | Electrical Power Multiplexing                                 |
| 093            | Surveillance                                                  |
| 094            | Weapons system                                                |
| 095            | Crew escape and safety                                        |
| 096            | Missiles, drones and telemetry                                |
| 097            | Image recording                                               |
| 098            | Cable laying                                                  |
| 099            | Electronic warfare                                            |
| 115            | FLIGHT SIMULATOR SYSTEMS                                      |
| 116            | FLIGHT SIMULATOR CUEING SYSTEM                                |

## ATA-Kapitel in der Flugzeugwartung
In der Flugzeugwartung sowie auch im Flugzeugbau und Komponentenherstellung werden alle Hersteller-, Wartungs- und Reparaturhandbücher in den sogenannten „ATA-100 Breakdown“ eingeteilt.
Betroffene Handbücher sind z. B.:
- AMM (Aircraft Maintenance Manual)
- FRM (Fault Reporting Manual)
- IPC (Illustrated Parts Catalog)
- ASM/SSM (Aircraft Schematic Manual/System Schematic Manual)
- SRM (Structural Repair Manual)
- AWM/WDM (Aircraft Wiring Manual/Wiring Diagram Manual)
- CMM (Component Maintenance Manual)
- TEM (Tool and Equipment Manual)
- TSM (Troubleshooting Manual (Airbus))
- FIM/IFIM (Fault Isolation Manual/Interactive Fault Isolation Manual (Boeing))

Dabei unterteilt sich das Nummernsystem in drei Kategorien
1. System/Kapitel
2. Sub-System/Sektion
3. Gerät/Sparte

Eine ATA Nummer wird wie folgt aufgeschlüsselt z. B. 21-80-03
- ATA Chapter 21
- Sectionnumber 8
- Subsectionnumber 0
- Subjectnumber 03

Zudem gibt es noch das sogenannte „Page Block Numbering“. Demnach ist an das Nummernsystem noch eine Seitenzahl angehängt, welche die genau durchzuführende Tätigkeit beschreibt.
Dies unterteilt sich in folgende Seiten, unabhängig von den tatsächlich vorhandenen Seiten:
| Beschreibung              | Seite   |
| ------------------------- | ------- |
| Description and Operation | 001–099 |
| Trouble Shooting          | 101–199 |
| Maintenance Practices     | 201–299 |
| Servicing                 | 301–399 |
| Removal / Installation    | 401–499 |
| Adjustment / Test         | 501–599 |
| Inspection / Check        | 601–699 |
| Cleaning / Painting       | 701–799 |
| Approved Repairs          | 801–899 |

| Chapter | 032 | Landing Gear                            |
| Section | 031 | Landing Gear Control                    |
| Subject | 004 | Main Gear Door Latch Mechanism          |
| Page    | 201 | Erste Seite der „Maintenance Practices“ |